# Constància de color

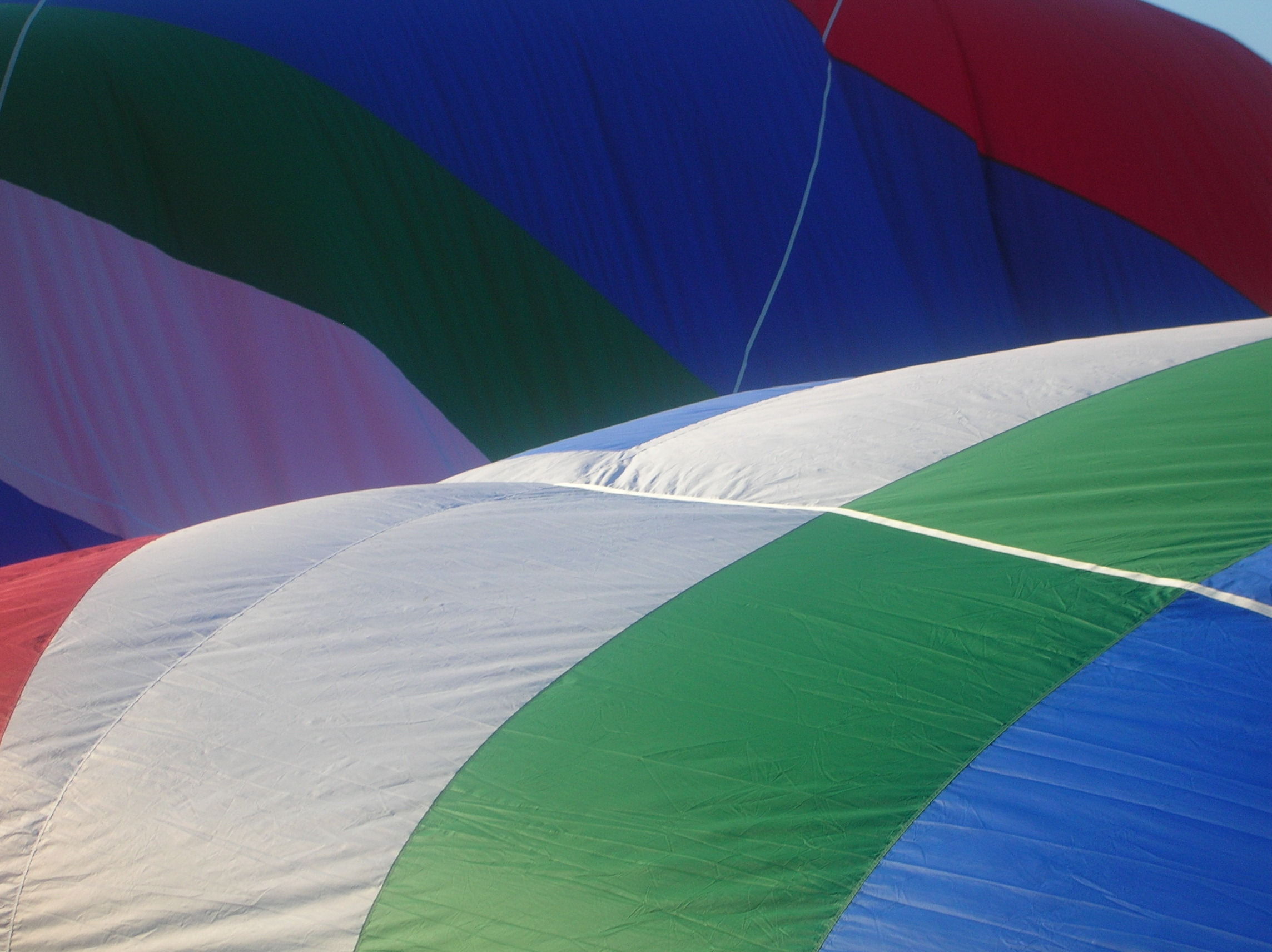
Constància del color: els colors d'un globus d'aire calent són reconeguts com els mateixos al sol i l'ombra

La constància de color és un exemple de constància subjectiva i una característica del sistema de la percepció del color de l'ésser humà que garanteix que el color percebut dels objectes es mantingui relativament constant en diferents condicions d'il·luminació. Una poma verda, per exemple, ens sembla verda al migdia, quan la il·luminació principal és la llum solar blanca i també al capvespre, quan la il·luminació principal és vermella. Això ens ajuda a identificar objectes.